# Municipio de Dent (Misuri)
El municipio de Dent (en inglés: Dent Township) es un municipio ubicado en el condado de Iron en el estado estadounidense de Misuri. Tiene una población de 1.090 habitantes.

## Geografía
El municipio de Dent se encuentra ubicado en las coordenadas 37°39′19″N 91°4′12″O / 37.65528, -91.07000. Según la Oficina del Censo de los Estados Unidos, el municipio tiene una superficie total de 239.92 km², de la cual 238,74 km² corresponden a tierra firme y (0,49 %) 1,18 km² es agua.

## Demografía
Según el United States Census Bureau, en 2019 había 1.090 personas residiendo en el municipio de Dent. De los 1.090 habitantes, el 96,2 % eran blancos y el 3,8 % eran de una mezcla de razas.